# Qoruqbağı
Qoruqbağı è un comune dell'Azerbaigian situato nel distretto di Zərdab. Conta una popolazione di 1 617 abitanti.